# Yacouba Silue
Yacouba Silue (* 1. Januar 2002) ist ein ivorischer Fußballspieler.

## Karriere
Silue wechselte im Februar 2021 von der Société Omnisports de l’Armée nach Armenien zum FC Schirak Gjumri. Für Schirak debütierte er im Februar 2021 in der Bardsragujn chumb. Bis zum Ende der Saison 2020/21 kam er zu 13 Einsätzen in der höchsten armenischen Spielklasse, in denen er ein Tor erzielte. Mit dem Klub stieg er zu Saisonende allerdings aus der Bardsragujn chumb ab. Daraufhin wechselte er zur Saison 2021/22 zum Erstligisten FC Ararat Jerewan. Für Ararat absolvierte er 15 Partien, in denen er sechs Tore erzielte, ehe sein Vertrag in der armenischen Hauptstadt im Januar 2022 aufgelöst wurde.
Im Februar 2022 schloss Silue sich dem österreichischen Zweitligisten SKN St. Pölten an. Für den SKN kam er in eineinhalb Jahren zu 35 Einsätzen in der 2. Liga, in denen er neunmal traf. Zur Saison 2023/24 wechselte er nach Serbien zum Erstligisten FK Mladost Lučani. Im Sommer 2024 wechselte Silue nach Ungarn zum Erstligisten Debreceni VSC.